# Caftán

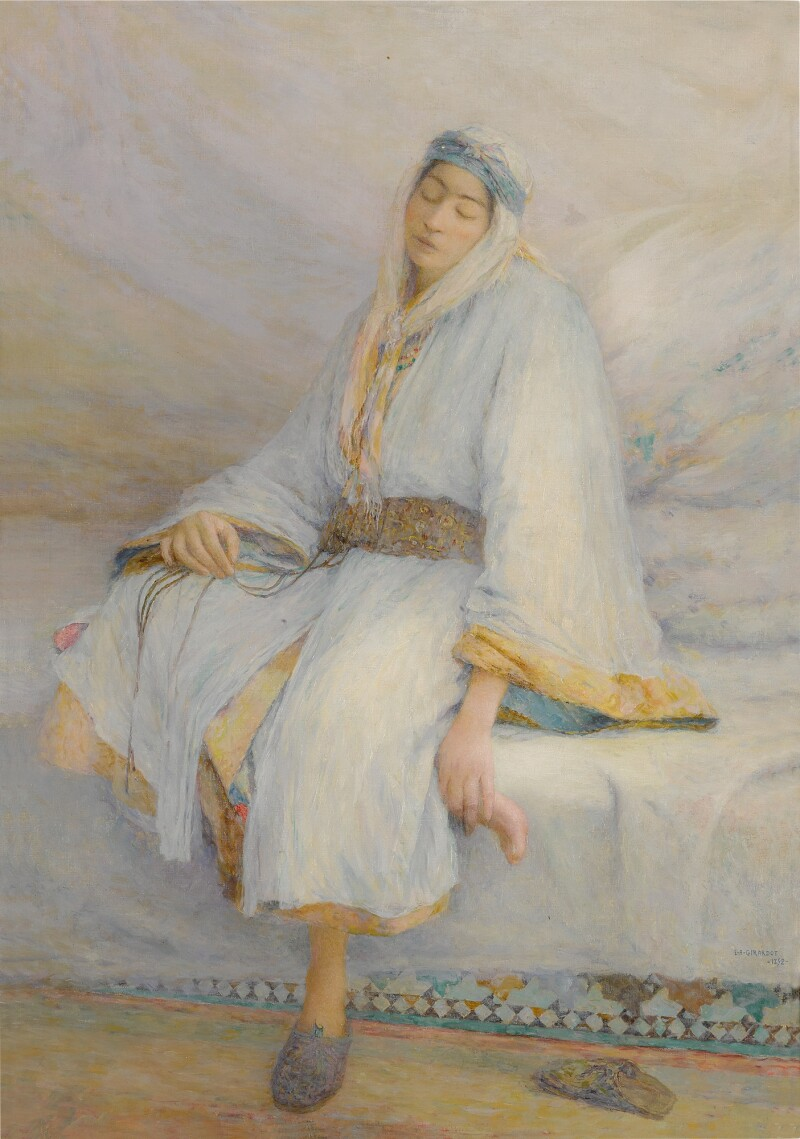
Mujer con el tradicional caftán marroquí, cuadro de Louis Auguste Girardot de 1892.

Un caftán (del persa خفتان) es una prenda de algodón o seda, un tipo de túnica, con mangas, que llega a los tobillos y cerrada por delante con botones, o abierta y se viste con una faja.

## Historia
Los orígenes del caftán son inciertos, pero se cree que apareció por primera vez en la antigua Mesopotamia. Se describe como una túnica larga hasta las pantorrillas a veces o justo debajo de la rodilla, y está abierta en la parte delantera y las mangas están ligeramente cortadas en las muñecas o incluso hasta la mitad de los brazos.
Durante la edad de oro islámica de la era abasí, la super cultura cosmopolita se extendió a lo largo y ancho a los emperadores chinos, la acuñación anglosajona, pero también en Constantinopla (actual Estambul). Estaban imitando e imitando la cultura de Bagdad (capital de los abasíes).
En la década de 830, el emperador bizantino Teófilo, que luchó contra los abasíes en el campo de batalla y construyó un palacio al estilo de Bagdad cerca del Bósforo, iba con caftanes y turbantes. Incluso en las calles de Ghuangzhou durante la era de la dinastía Tang, el caftán abasí estaba de moda.
El caftán se convirtió en una moda lujosa, una túnica ricamente estilizada con botones en la parte delantera. Los califas llevaban elegantes caftanes hechos de plata o brocado de oro y botones en la parte delantera de las mangas. El califa al-Muqtaddir (908-932) llevaba un caftán de seda tustari de brocado de plata y mandó a su hijo uno de seda bizantina ricamente decorado con figuras. El caftán fue difundido a lo largo y ancho por los abasíes y se dio a conocer en todo Oriente Medio y el norte de África.

## Caftanes otomanos
Los caftanes vestidos por los sultanes otomanos constituyen una de las más espléndidas colecciones del Palacio de Topkapı en Estambul. Algunos de ellos son tan valiosos que fueron dados como obsequios a importantes dignatarios y generales victoriosos en el transcurso de elaboradas fiestas religiosas (véase «khalat»).
Los caftanes eran bordados a menudo por delante y por las mangas, pero como todo lo demás durante el dominio otomano, estaban sujetos a un estricto orden jerárquico en cuanto a colores, patrones, lazos y botones, que se elegían de acuerdo con el rango de la persona que había de vestirlo.
Durante el siglo XIV se usaron patrones grandes de colores suaves, que se hicieron más pequeños y llamativos con el cambio de siglo. Para la segunda mitad del siglo XVII las telas más apreciadas eran las que tenían yollu, franjas verticales de diversos bordados y patrones pequeños, llamadas telas Selimiye.
La mayoría de los tejidos fueron confeccionados en Estambul y en Bursa (Turquía), pero algunos fueron importados desde lugares tan lejanos como Venecia, Génova, Persia, India e incluso China. Cada uno tenía una características muy específicas y se bautizaba de forma diferente: terciopelo, aba, bürümcük, canfes, gatma, gezi, diba (en persa ديبا), hatayi, kutnu, kemha, seraser (en persa سراسر), serenk, zerbaft (en persa زربفت), tafta (en persa تافته) y muchos otros. Los colores más usados fueron el «azul chino», el «rojo turco», el violeta, el pişmis ayva o membrillo cocido, y el amarillo azafrán.
El Museo de Topkapı en Estambul cuenta con una gran colección de caftanes y textiles otomanos.

## Caftánes Argelinos
El caftán fue introducido en Argelia a través de las rutas orientales, durante el apogeo del Imperio Otomano en el año 1515.
En el territorio, el caftán para hombres es reconocido como caftán de honor, mientras que el caftán femenino está incluido en la lista del patrimonio cultural inmaterial de la humanidad.
En Tlemcen, la vestimenta tradicional femenina, conocida como Chedda, incluye como pieza fundamental un caftán. Antiguamente, los caftanes solían ser amplios y de mangas anchas. El caftán tlemcení llamado caftán a’sder, originario de Andalucía, es más corto, llegando hasta las rodillas o un poco más abajo. Aunque este estilo ha desaparecido en la mayoría de las grandes ciudades, todavía se conserva y utiliza ampliamente en Tlemcen.
En Argel, entre los siglos XIV y XVII, el vestuario urbano experimentó importantes transformaciones con la llegada de numerosas familias musulmanas y judías expulsadas de España. Estas comunidades introdujeron nuevas técnicas de tejido, cortes de prendas y bordados en hilo de oro y seda, dando origen a un arte textil que floreció en Argel durante los tres siglos de ocupación otomana, aunque hay registros desde el siglo XIV.
El caftán argelino deriva de una prenda antigua llamada Ghlila, Que posteriormente, en el siglo XIX, dio origen al Karakou, una prenda más elegante y de elaboración más compleja. En ese momento, el caftán adoptó un estilo más fino y delicado. Solo ciertas mujeres argelinas casadas con otomanos adinerados, así como las mujeres turcas, solían vestir en invierno caftanes decorados con bordados en hilo de oro o plata. Más tarde, durante los meses fríos, se añadió también el jaleco, un chaleco largo y ancho que se llevaba sobre la ghelila, con mangas amplias que permitían ver las de la camisa que se usaba debajo.
Según el viajero Venture de Paradis, las mujeres argelinas del siglo XVIII solían llevar hasta cuatro caftanes superpuestos durante las fiestas, largos hasta los tobillos, confeccionados en terciopelo, satén o seda, y bordados con hilos de oro o plata.
Además, parece que el poder más o menos fuerte de los beys otomanos —gobernadores regionales en nombre del sultán de Constantinopla— explica, en parte, las similitudes y diferencias en los estilos de vestimenta entre distintos territorios.

## Caftanes marroquíes

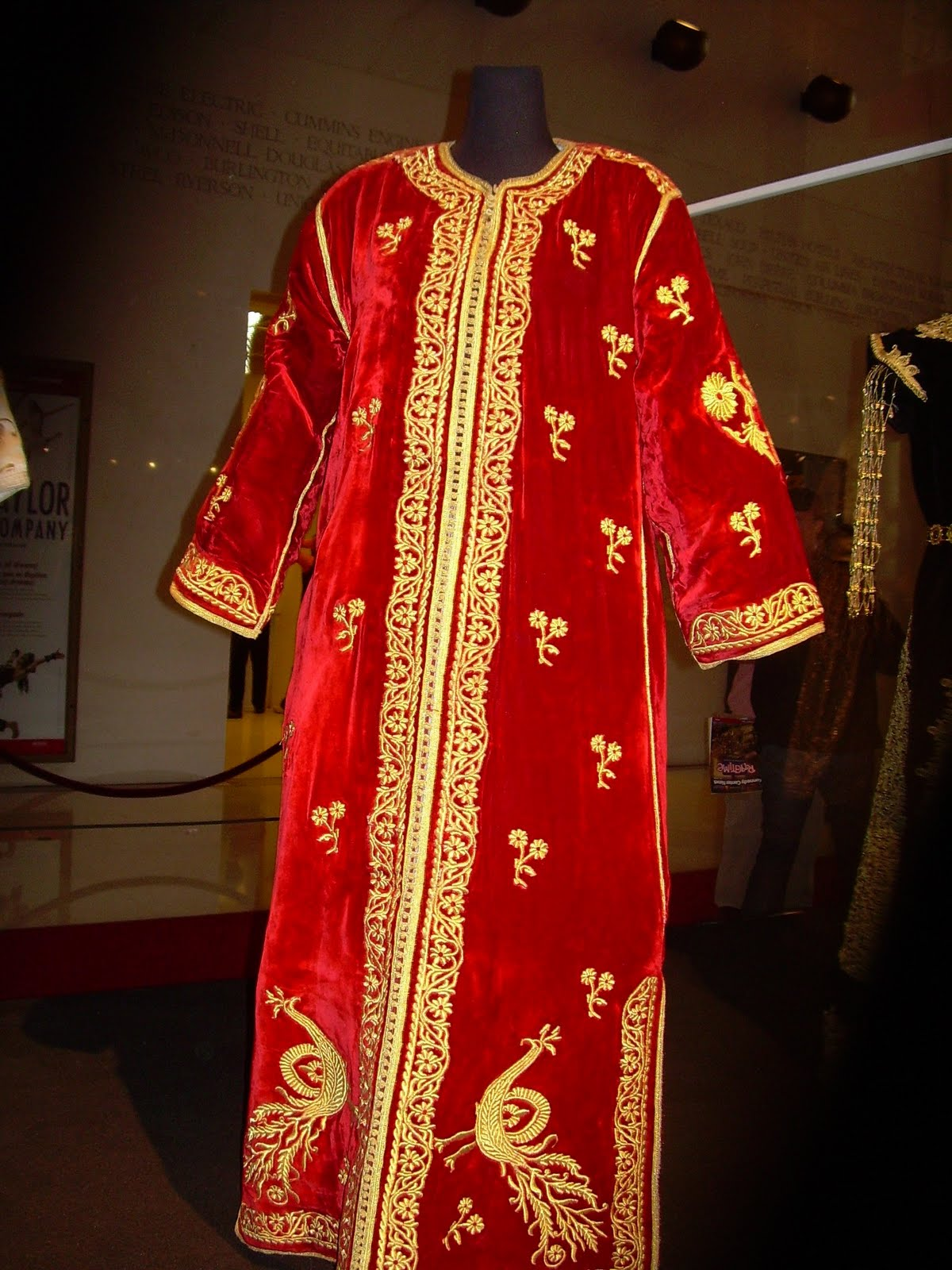
Caftán ntaa fesi

El Imperio otomano nunca tuvo el control de Marruecos, pero Marruecos creó su propia versión del caftán, el caftán marroquí, mientras que en la vecina Argelia se utilizaba el propio caftán turco.
En Marruecos los caftanes se han adaptado a los tiempos modernos como vestido femenino y difieren sustancialmente de sus equivalentes turcos. El caftán de Marruecos gracias a sus orígenes tanto persa como andalusí desarrolló especificidades en las principales ciudades, como en Fez (vestido Joher), Tetuán (Keswa Lakbira o Chedda Chamalia) y Rabat (Touqida), y cada una de estas ciudades tiene su propia versión del caftán.
El caftán, también llamado Takchita en su versión de boda, es uno de los diversos componentes del vestido tradicional marroquí.
Los caftanes pueden ser utilizados en ocasiones informales y formales, dependiendo de las telas con que están confeccionados y su estilo.

## Caftanes rusos

La persona de la izquierda viste el caftán ceremonial de los armeros rusos. Foto de Serguéi Prokudin-Gorski, Zlatoúst, 1910.

En Rusia, la palabra caftán se usa para otro tipo de prenda de vestir, una especie de traje masculino largo con mangas ajustadas. En el siglo XIX los caftanes rusos eran el tipo de vestimenta exterior más difundida entre los campesinos y mercaderes. Actualmente se usan como ropajes rituales religiosos por parte de la mayoría de los viejos creyentes.

## Caftanesbatik
En el Sureste Asiático, los caftanes batik se confeccionan para lograr una sensación de frescor en el caluroso clima tropical de la región. Aunque el batik es bastante inalterable, se usan diversos tipos de tejido, desde la seda a la viscosa. Los diseños florales y abstractos tienen gran influencia en los caftanes de esta región.